# Nuoto ai Giochi della XVIII Olimpiade - Staffetta 4x100 metri stile libero femminile
La competizione della staffetta 4x100 metri stile libero femminili di nuoto ai Giochi della XVIII Olimpiade si è svolta nei giorni 14 e 15 ottobre 1964 allo Yoyogi National Gymnasium di Tokyo.

## Programma
| Data            | Round      | Note                           |
| --------------- | ---------- | ------------------------------ |
| 14 ottobre 1964 | 2 Batterie | I migliori 8 tempi alla finale |
| 15 ottobre 1964 | Finale     |                                |

## Risultati

### Batterie
| Pos. | Nazione     | Atleti                 | Tempo Indiv | Tempo  | Posizione |
| ---- | ----------- | ---------------------- | ----------- | ------ | --------- |
| 1    | Stati Uniti | Jeanne Hallock         | 1'02"8      | 4'12"2 | 2         |
| 1    | Stati Uniti | Erika Bricker          | 1'04"0      | 4'12"2 | 2         |
| 1    | Stati Uniti | Lynne Allsup           | 1'02"8      | 4'12"2 | 2         |
| 1    | Stati Uniti | Patience Sherman       | 1'02"6      | 4'12"2 | 2         |
| 2    | Svezia      | Ann-Charlotte Lilja    | 1'04"1      | 4'13"5 | 4         |
| 2    | Svezia      | Lotten Andersson       | 1'01"5      | 4'13"5 | 4         |
| 2    | Svezia      | Ulla Jäfvert           | 1'03"5      | 4'13"5 | 4         |
| 2    | Svezia      | Ann-Christine Hagberg  | 1'01"5      | 4'13"5 | 4         |
| 3    | Paesi Bassi | Pauline van der Wildt  | 1'04"2      | 4'14"8 | 5         |
| 3    | Paesi Bassi | Toos Beumer            | 1'04"2      | 4'14"8 | 5         |
| 3    | Paesi Bassi | Winnie van Weerdenburg | 1'04"3      | 4'14"8 | 5         |
| 3    | Paesi Bassi | Erica Terpstra         | 1'02"1      | 4'14"8 | 5         |
| 4    | Canada      | Mary Stewart           | 1'04"4      | 4'14"9 | 6         |
| 4    | Canada      | Patty Thompson         | 1'04"5      | 4'14"9 | 6         |
| 4    | Canada      | Helen Kennedy          | 1'04"1      | 4'14"9 | 6         |
| 4    | Canada      | Marion Lay             | 1'01"9      | 4'14"9 | 6         |
| 5    | Giappone    | Ryoko Urakami          | 1'05"5      | 4'19"2 | 10        |
| 5    | Giappone    | Michiko Kihara         | 1'03"7      | 4'19"2 | 10        |
| 5    | Giappone    | Toyoko Kimura          | 1'04"0      | 4'19"2 | 10        |
| 5    | Giappone    | Miyoko Azuma           | 1'06"0      | 4'19"2 | 10        |

| Pos. | Nazione       | Atleti                  | Tempo Indiv | Tempo  | Posizione |
| ---- | ------------- | ----------------------- | ----------- | ------ | --------- |
| 1    | Australia     | Robyn Thorn             | 1'03"7      | 4'11"8 | 1         |
| 1    | Australia     | Janice Murphy           | 1'02"6      | 4'11"8 | 1         |
| 1    | Australia     | Jan Turner              | 1'03"5      | 4'11"8 | 1         |
| 1    | Australia     | Lynette Bell            | 1'02"0      | 4'11"8 | 1         |
| 2    | Ungheria      | Judit Turóczy           | 1'03"9      | 4'13"4 | 3         |
| 2    | Ungheria      | Mária Frank             | 1'04"1      | 4'13"4 | 3         |
| 2    | Ungheria      | Katalin Takács          | 1'03"4      | 4'13"4 | 3         |
| 2    | Ungheria      | Csilla Madarász         | 1'02"0      | 4'13"4 | 3         |
| 3    | Germania      | Martina Grunert         | 1'03"2      | 4'14"9 | 7         |
| 3    | Germania      | Traudi Beierlein        | 1'03"9      | 4'14"9 | 7         |
| 3    | Germania      | Rita Schumacher         | 1'03"2      | 4'14"9 | 7         |
| 3    | Germania      | Heidi Pechstein         | 1'04"6      | 4'14"9 | 7         |
| 4    | Italia        | Paola Saini             | 1'04"5      | 4'15"0 | 8         |
| 4    | Italia        | Maria Cristina Pacifici | 1'03"3      | 4'15"0 | 8         |
| 4    | Italia        | Mara Sacchi             | 1'04"7      | 4'15"0 | 8         |
| 4    | Italia        | Daniela Beneck          | 1'02"5      | 4'15"0 | 8         |
| 5    | Gran Bretagna | Sandra Keen             | 1'03"8      | 4'15"1 | 9         |
| 5    | Gran Bretagna | Pauline Sillett         | 1'04"2      | 4'15"1 | 9         |
| 5    | Gran Bretagna | Liz Long                | 1'03"2      | 4'15"1 | 9         |
| 5    | Gran Bretagna | Diana Wilkinson         | 1'03"9      | 4'15"1 | 9         |

### Finale
| Pos.    | Nazione     | Atleti                  | Tempo Indiv | Tempo  |
| ------- | ----------- | ----------------------- | ----------- | ------ |
| Oro     | Stati Uniti | Sharon Stouder          | 1'01"2      | 4'03"8 |
| Oro     | Stati Uniti | Donna de Varona         | 1'00"9      | 4'03"8 |
| Oro     | Stati Uniti | Lillian Watson          | 1'00"7      | 4'03"8 |
| Oro     | Stati Uniti | Kathleen Ellis          | 1'01"0      | 4'03"8 |
| Argento | Australia   | Robyn Thorn             | 1'03"8      | 4'06"9 |
| Argento | Australia   | Janice Murphy           | 1'02"9      | 4'06"9 |
| Argento | Australia   | Lynette Bell            | 1'01"6      | 4'06"9 |
| Argento | Australia   | Dawn Fraser             | 58"6        | 4'06"9 |
| Bronzo  | Paesi Bassi | Pauline van der Wildt   | 1'04"6      | 4'12"0 |
| Bronzo  | Paesi Bassi | Toos Beumer             | 1'03"8      | 4'12"0 |
| Bronzo  | Paesi Bassi | Winnie van Weerdenburg  | 1'02"6      | 4'12"0 |
| Bronzo  | Paesi Bassi | Erica Terpstra          | 1'01"0      | 4'12"0 |
| 4       | Ungheria    | Judit Turóczy           | 1'03"2      | 4'12"1 |
| 4       | Ungheria    | Éva Erdélyi             | 1'04"2      | 4'12"1 |
| 4       | Ungheria    | Katalin Takács          | 1'03"0      | 4'12"1 |
| 4       | Ungheria    | Csilla Madarász         | 1'01"7      | 4'12"1 |
| 5       | Svezia      | Ann-Charlotte Lilja     | 1'04"5      | 4'14"0 |
| 5       | Svezia      | Lotten Andersson        | 1'04"7      | 4'14"0 |
| 5       | Svezia      | Ulla Jäfvert            | 1'03"3      | 4'14"0 |
| 5       | Svezia      | Ann-Christine Hagberg   | 1'01"5      | 4'14"0 |
| 6       | Germania    | Martina Grunert         | 1'03"5      | 4'15"0 |
| 6       | Germania    | Traudi Beierlein        | 1'05"1      | 4'15"0 |
| 6       | Germania    | Rita Schumacher         | 1'02"9      | 4'15"0 |
| 6       | Germania    | Heidi Pechstein         | 1'03"5      | 4'15"0 |
| 7       | Canada      | Mary Stewart            | 1'05"5      | 4'15"9 |
| 7       | Canada      | Patty Thompson          | 1'04"3      | 4'15"9 |
| 7       | Canada      | Helen Kennedy           | 1'03"6      | 4'15"9 |
| 7       | Canada      | Marion Lay              | 1'02"5      | 4'15"9 |
| 8       | Italia      | Paola Saini             | 1'04"5      | 4'17"2 |
| 8       | Italia      | Maria Cristina Pacifici | 1'04"2      | 4'17"2 |
| 8       | Italia      | Mara Sacchi             | 1'04"6      | 4'17"2 |
| 8       | Italia      | Daniela Beneck          | 1'03"9      | 4'17"2 |